# Melipotis acontioides
Melipotis acontioides là một loài bướm đêm trong họ Erebidae.